# Alessandro Manzoni
Alessandro Francesco Tommaso Manzoni (Milà, 7 de març de 1785 - Milà, 22 de maig de 1873) va ser un escriptor italià del romanticisme.
La cèlebre novel·la I promessi sposi (Els promesos) és la més coneguda de la seua producció, i encara avui es considera una obra mestra de la literatura italiana. Per a donar-li el seu caràcter final, a nivell formal i estilístic, Manzoni va traslladar-se durant un llarg temps a Florència, amb l'objectiu d'entrar en contacte i "viure" el dialecte florentí, que representava per a l'escriptor l'única llengua de la Itàlia unida. Amb això assumia que aquesta novel·la era la primera i vertadera obra fruit absolut de la llengua italiana.	

## La família
L'avi matern de Manzoni, Cesare Beccaria, marqués de Beccaria-Bonesana, era un autor bastant conegut (va escriure el tractat Sobre els delictes i les penes (Dei delitti e delle pene) que va ser inclòs en l'Índex de Llibres prohibits, i també sa mare, Giulia Beccaria, (1762-1841) era una dona amb condicions per a la literatura.
El pare oficial de Manzoni - Pietro (1736-1807) - rondava els cinquanta anys quan va néixer el futur escriptor i poeta, i pertanyia a una antiga família que s'havia establit prop de Lecco però que anteriorment havia exercit un dur control feudal de Barzio, a Valsassina (amb una violència comparable a la d'un torrent de muntanya, com encara recorda un proverbi local). En realitat, el seu vertader pare va ser Giovanni Verri (germà menor de Pietro i Alessandro Verri), com confirma una carta que li va enviar Giuseppe Gorani que s'ha trobat recentment després d'unes tenaces investigacions dutes a terme per Piero Campolunghi.

## Biografia
Després de la separació dels seus pares (sa mare des de 1792 va conviure amb el culte i riquíssim Carlo Imbonati, primer a Anglaterra, i després a França), Alessandro Manzoni, entre 1790 i 1803, va ser educat en col·legis religiosos, primer amb els pares Somascos i més avant amb els Barnabites. Malgrat que no podia suportar aquesta rígida educació, de la qual fins i tot va denunciar-ne les normes disciplinàries, i tot i ser considerat un estudiant peresós, va atènyer una bona formació clàssica i bon gust literari. Amb quinze anys va desenvolupar una sincera passió per la poesia, i va escriure dos meritoris sonets. El seu avi matern li va ensenyar a extraure conclusions rigoroses i universals a partir de l'observació de la realitat.
El jove Manzoni va viure entre 1803 i 1805 amb l'ancià Pietro, i va dedicar molt del seu temps a les dones i als jocs d'atzar. No obstant va aconseguir introduir-se en l'ambient il·lustrat de l'aristocràcia i l'alta burgesia de Milà. La tendència neoclàssica de l'època li va inspirar les primeres experiències poètiques, creades sota l'influx de Vincenzo Monti, ídol literari del moment. Però aviat Manzoni es va inclinar per Giuseppe Parini, portaveu de les idees il·lustrades i de les exigències de rearmament moral de la societat. A aquest període corresponen El triomf de la llibertat (Il trionfo della libertà), Adda, Els quatre sermons (I quattro sermoni) en els que es fa palesa la influència de Monti i de Parini, però també els ecos de Virgili i Horaci.
L'any 1805 es va reunir a Auteuil amb sa mare, amb la qual va passar dos anys, al mateix temps que va participar en el cercle literari dels anomenats ideòlegs, moviment filosòfic del segle xix, entre els quals va comptar amb bastants amics, en especial Claude Fauriel (1772-1844), que li va fer conèixer les teories de Voltaire. Alessandro s'impregna de la cultura francesa, clàssica pel que fa a l'art, però escèptica i sensista en filosofia (els sentits es consideren la base del coneixement; la il·lustració i la crítica racional de la realitat; lluita contra el prejudici i a les tradicions derivades de l'autoritat; el fet religiós no està basat en l'experiència, sinó en la superstició) i assisteix a l'evolució del racionalisme cap a posicions romàntiques. Aquest encontre amb Fauriel (1772-1844), elaborador de les doctrines romàntiques, va ser fonamental. Manzoni va mantenir-hi una amistat duradora. Gràcies a ell, Manzoni va entrar en contacte amb l'estètica romàntica alemanya, fins i tot abans que Madame de Staël la difonguera a Itàlia.
Manzoni es va situar a partir de llavors en la via del realisme romàntic; això no obstant, mai no va acceptar la convicció tant del romanticisme com del seu amic Fauriel que la poesia haja de ser l'expressió ingènua de l'ànima, i no va renunciar mai, per tant, al domini intel·lectual del sentiment ni a una expressió formal controlada, característica de tot el romanticisme italià.
Entre 1806i 1807, quan era a Auteuil, va aparèixer per primera vegada en públic com a poeta, amb dues obres. La primera es titulava Urània, i era d'estil clàssic. Més avant, ell mateix es convertiria en el principal detractor d'aquest estil. L'any 1809, després de la publicació d'Urània, Manzoni va declarar que mai no tornaria a escriure versos com aquells, unint-se d'aquesta manera a la poètica romàntica, que defensava que la poesia no havia de destinar-se a una elit culta i refinada, sinó que havia de ser d'interès general i interpretar les aspiracions i idees dels lectors. Altrament, la segona obra que va presentar a Auteuil era una elegia en vers lliure, sobre la mort del comte Carlo Imbonati, de qui va heretar, a través de sa mare, un patrimoni considerable, que incloïa la casa de Brusuglio, que des d'aquell moment es va convertir en la seua residència principal.
En 1810, Manzoni, que ja era anticlerical com a reacció a l'educació que havia rebut, i més indiferent que agnòstic o ateu quant a la qüestió religiosa, es va tornar a aproximar a l'Església. L'any 1808, a Milà, l'escriptor s'havia casat amb la calvinista Henriette Blondel, filla d'un banquer genovès; en un matrimoni que va resultar feliç. De retorn a París, el contacte amb el sacerdot Eustachio Degola, genovès, jansenista va portar a ambdós cònjuges a abjurar en el cas d'Henriette del calvinisme i en el de Manzoni a un tornada a la pràctica religiosa catòlica (1810). 	 
Aquesta reconciliació amb el catolicisme va ser el resultat de llargues meditacions per part de l'escriptor; el seu alineament en la més estricta ortodòxia (és a dir, en l'exigència de respectar rigorosament els dictats de l'Església), mostra les influències jansenistes, que el van portar a una severa interpretació de la religió i de la moral catòliques. La tornada a la fe va ser per a Manzoni la conseqüència lògica i directa de la dissolució, en els primers anys del Segle XIX, del mite de la raó, concebuda com a font de judici perennement vàlida i certa, amb la qual cosa era necessari establir un nou i segur fonament per a la moral.
Aquesta energia intel·lectual que va seguir la seua reconversió es pot veure en els seus Himnes Sagrats (Inni sacri), una sèrie de versos de caràcter religiós, i un tractat sobre la moral catòlica, amb la intenció de compensar la seua indiferència anterior.
L'any 1818 es va veure obligat a vendre el patrimoni patern heretat, a causa d'uns revessos financers deguts a un gestor deshonest. En el mode en què es va comportar amb els camperols que havien contret uns forts deutes amb ell es va poder veure la generositat que el caracteritzava. No només va perdonar tots els deutes, sinó que els va cedir el total de la collita de dacsa.
L'any 1819 Manzoni va publicar la seua primera tragèdia, El Comte de Carmagnola (Il Conte di Carmagnola). Aquesta obra, al violar valentament totes les convencions clàssiques, va suscitar una viva polèmica. Un article publicat en una important revista literària el va criticar amb duresa, i va ser precisament Goethe qui va replicar defenent-lo.
La mort de Napoleó l'any 1821 va inspirar a Manzoni la notable composició lírica El Cinc de maig (Il cinque maggio), obra que tambe va fer servir el compositor Gaetano Magazzari per compondre un himne patriòtic. Els esdeveniments polítics d'aquest any, junt amb l'empresonament de molts dels seus amics, el van colpir, i el treball que va dur a terme en aquest període es va inspirar fonamentalment en els estudis històrics, en els que va buscar una distracció, després de retirar-se a Brusuglio.
Mentrestant va començar a donar la forma a la seua novel·la Fermo e Lucia, primera versió d'Els promesos (I Promessi sposi), que va completar al setembre de 1822. Després de la revisió que van fer els seus amics, entre 1825 i 1827, es va publicar a raó d'un volum per any. Aquesta obra va consagrar definitivament a Manzoni.
També l'any 1822, Manzoni va publicar la seua segona tragèdia Adelchi, que tracta del derrocament per part de Carlemany de la dominació longobarda a Itàlia, i que conté moltes al·lusions vetlades a l'ocupació austríaca.
A continuació, Manzoni es va submergir en la laboriosa tasca de revisar Els promesos utilitzant l'italià en la seua forma toscana, i l'any 1840 va publicar aquesta reescriptura, junt amb l'obra Història de la columna infame (La storia della Colonna infame), que reprén i desenvolupa el tema de la pesta, que ja havia tingut una part rellevant en la seua novel·la anterior. També va escriure un breu tractat sobre la llengua italiana.	 
Els últims anys de la vida de Manzoni van estar marcats per les dissorts. A la mort de la seua dona en 1833 van seguir les de diversos dels seus fills, entre ells la seua primogènita Giulia, esposa de Massimo d'Azeglio, i la de sa mare. L'any 1837 es va casar en segones noces amb Teresa Borri, viuda del comte Stampa. També va sobreviure Manzoni a aquesta segona esposa. Només dos dels nou fills que va tenir entre els dos matrimonis li van sobreviure.
La mort del major dels barons, Pier Luigi, el 28 d'abril de 1873, va ser el colp de gràcia. Va caure malalt immediatament i va morir a causa d'una meningitis el 22 de maig. Va haver-hi una massiva participació en el solemne funeral que es va desenvolupar a Milà, i a ell van acudir les màximes personalitats de l'Estat. En 1874 Giuseppe Verdi va compondre la missa de Rèquiem, en l'aniversari de la seua mort, per a honrar la seua memòria. El compositor Pasquale Bona li va musicar diverses composicions líriques.
Cesare Cantù (1885), Angelo de Gubernatis (1879) i Arturo Graf (1898) van escriure les primeres biografies de Manzoni. Algunes de les cartes de Manzoni es van publicar per Giovanni Sforza en 1882.

## Traduccions al català
- Els promesos, Edicions 62 (MOLU 3).
- Història de la columna infame, CGC Edicions, 2007.